# Lexicon van West-Vlaamse beeldende kunstenaars

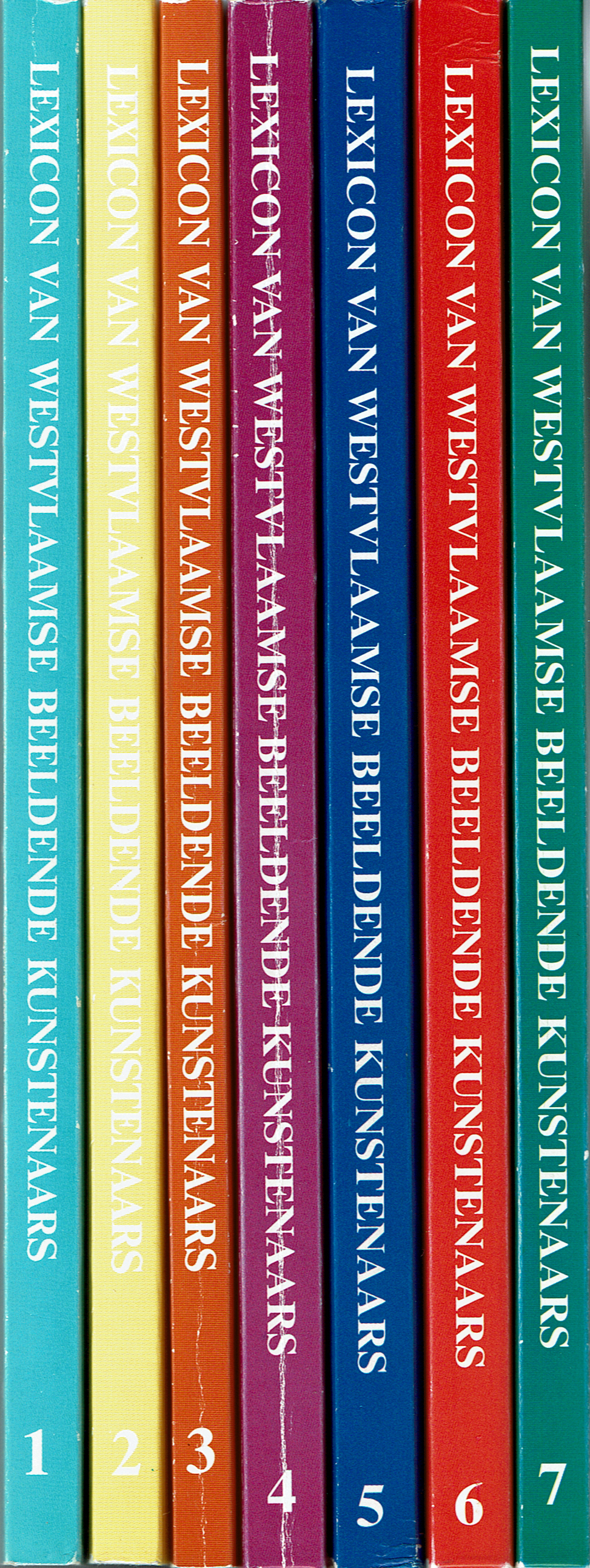

Lexicon van West-Vlaamse beeldende kunstenaars is een verzameling van gegevens over beeldende kunstenaars die in West-Vlaanderen geboren zijn of er deel van hun leven hebben gesleten, bijeengebracht op initiatief van de Vereniging van West-Vlaamse Schrijvers.

## Onderwerp
In dit Lexicon werden alle kunstenaars beschreven die, door de eeuwen heen, geboren werden of geruime tijd leefden en werkten in het historische West-Vlaanderen, met inbegrip van de delen van Frans-Vlaanderen en Zeeuws-Vlaanderen die er toe behoorden.
Het begrip kunstenaar werd ruim gehanteerd en omvatte niet alleen kunstschilders en beeldhouwers, maar eveneens architecten, tekenaars, ontwerpers, fotografen, edelsmeden, keramisten, glazeniers en andere kunstambachten.

## Beschrijving
- Deel 1 (Kortrijk, 1992) telt 448  lemma's en de volgende inleidende artikels:
  - Jan ESTHER, Een land van torens.
  - Maurice SMEYERS, Schilder- en miniatuurkunst in West-Vlaanderen tijdens de Middeleeuwen.
  - Frans VROMMAN, De beeldhouwkunst van de vroege en late middeleeuwen in West-Vlaanderen.

- Deel 2 (Kortrijk, 1993) telt 494 lemma's en de volgende inleidende artikels:
  - Jan ESTHER, Laatgotisch traditionalisme en schoorvoetende vernieuwing.
  - Gaby GYSELEN, De schilderkunst in de 16e eeuw in West-Vlaanderen.
  - Frans VROMMAN, De beeldhouwkunst in de 16e eeuw in West-Vlaanderen.
  - Jean Luc MEULEMEESTER, De kunstnijverheden in West-Vlaanderen tijdens de 16e eeuw.

- Deel 3 (Kortrijk, 1994) telt 388 lemma's en de volgende inleidende artikels:
  - Jan ESTHER, Regionalisme en traditionalisme. De ontwikkeling van de bouwkunst in West-Vlaanderen in de 17e eeuw.
  - Jean Luc MEULEMEESTER, Een overzicht van de schilderkunst tijdens de 17e eeuw in West-Vlaanderen.
  - Frans VROMMAN, De beeldhouwkunst van de 17e eeuw in West-Vlaanderen.
  - Jean Luc MEULEMEESTER, De kunstnijverheden in West-Vlaanderen tijdens de 17e eeuw, van renaissance naar barok.

- Deel 4 (Brugge, 1995) telt 413  lemma's en de volgende inleidende artikels:
  - Jan ESTHER, Edele eenvoud en stille grootsheid.
  - Jean Luc MEULEMEESTER, Van barok over rococo naar classicistische kunst in West-Vlaanderen tijdens de achttiende eeuw.
  - Frans VROMMAN, Beeldhouwkunst uit de 18e eeuw in West-Vlaanderen.
  - Jean Luc MEULEMEESTER, Kunstnijverheden in West-Vlaanderen tijdens de achttiende eeuw.

- Deel 5 (Brugge, 1996) telt 499 lemma's en de volgende inleidende artikels:
  - Jan ESTHER, Een onovertroffen stijlenrijkdom.
  - Norbert HOSTYN, Schilderkunst in West-Vlaanderen tijdens de 19e eeuw.
  - Renaat RAMON, West-Vlaamse beeldhouwers in de eeuw van het eclecticisme.
  - Willy LE LOUP, De kunstnijverheid in West-Vlaanderen tijdens de 129e eeuw.

- Deel 6 (Brugge, 1997) telt 521 lemma's en de volgende inleidende artikels:
  - Jan ESTHER, Tweespalt tussen modernisme en traditionalisme. Architectuur tijdens het interbellum in West-Vlaanderen.
  - Fernand BONNEURE, Schilderkunst in West-Vlaanderen in en rond het interbellum.
  - Renaat RAMON, Beeldhouwkunst in de Buffertijd.
  - Willy LE LOUP, Kunstambacht in West-Vlaanderen in de eerste helft van de 20ste eeuw.

- Deel 7 (Brugge, 1998) telt 573 lemma's en de volgende inleidende artikels:
  - Jan ESTHER, Moderniteit en traditie. Continuïteit en verandering. Het heterogene architectuurlandschap in West-Vlaanderen in de tweede helft van de twintigste eeuw.
  - Fernand BONNEURE, Schilderkunst in West-Vlaanderen 1945-1998.
  - Jaak FONTIER, West-Vlaanderen 1945-1998: open voor de ontwikkeling van de driedimensionale kunst.
  - Willy LE LOUP, Het kunstambacht in West-Vlaanderen in de tweede helft van de 20ste eeuw.

- Supplement (Brugge, 1998), Namenregister van alle delen.

## De auteurs
Met als opdrachtgevers de Vereniging van West-Vlaamse schrijvers, bestond de redactie uit Fernand Bonneure, Beatrijs Demeester, Jaak Fontier en Willy Leloup.
De lemma's waren telkens door hun auteur ondertekend: Brigitte Beernaert (BB), Fernand Bonneure (FB), Hendrik Carette (HC), Paul Debrabandere (PD), Michiel De Bruyne (MDB), Isabelle Dejaegere (IDJ), Beatrijs Demeester (BD), Jan Dewilde (JD), Jaak Fontier (JF), Gaby Gyselen (GG), Norbert Hostyn (NH), Luc Lannoo (LL), Willy Le Loup (WLL), Jean Luc Meulemeester (JLM), André Penninck (AP), Renaat Ramon (RR), Bernard Schotte (BS), Raf Seys (RS).